# 시흥은행초등학교
시흥은행초등학교(始興銀杏初等學校)는 대한민국 경기도 시흥시에 있는 공립 초등학교이다.

## 연혁
- 1995년 9월 1일 : 개교